# Christelijke Landsbond van de Belgische Middenstand
De Christelijke Landsbond van de Belgische Middenstand (CLBM) is een voormalige Belgische katholieke middenstandsfederatie.

## Historiek
De organisatie werd opgericht op de fundamenten van het Algemeen Syndicaat van Reizigers, Bedienden, Handelaars en Patroons door priester Isidoor Lambrechts, hiervoor vrijgesteld door aartsbisschop Désiré-Joseph Mercier in 1912. Een eerste stap in de hervormingen door Lambrechts bestond erin afzonderlijke organisaties op te richten voor enerzijds bedienden en anderzijds zelfstandigen. Hoewel de eerste contouren van de nieuwe middenstandsorganisatie reeds in 1913 uitgetekend werden, zou het duren tot na de Eerste Wereldoorlog - 15 mei 1919 - alvorens de hoofdraad een eerste maal vergaderde. In augustus van dat jaar werd Louis Crauwels als eerste voorzitter verkozen.
Vanaf 1921 voerde de organisatie een prominente partijpolitiek, waarbij ze zich uitsprak voor de democratische en Vlaamsgezinde factie binnen het Katholiek Verbond van België. In de zomer van datzelfde jaar werd ze erkend als stand binnen deze partij, hierbij kwam de organisatie onder de vleugels van toenmalig minister Aloys Van de Vyvere (eerst als deken en vanaf 1925 als voorzitter). In de schoot van de organisatie werd de Centrale Middenstandsbank (CMB) opgericht als overkoepelde structuur voor diverse lokale initiatieven, waaronder de 'Middenstands Spaar- en Leenbank van Mechelen', de 'Middenstandsbelangen' te Kortrijk en de 'Middenstands Spaar- en Leenbank De Rupel' te Boom. In mei 1923 werden de statuten van de CLBM gepubliceerd. In 1924 volgde de oprichting van het Centraal Koopkantoor voor Koloniale Waren (CENKO). Na het overlijden in 1924 van proost en directeur Isidoor Lambrechts, kwam het dagelijks bestuur in handen van Victor Corluy. Onder zijn bestuur werden initiatieven genomen om de koepelorganisatie verder uit te bouwen en de werking ervan te centraliseren.
Op 17 maart 1927 besloot het Gents Provinciaal Middenstandssecretariaat onder leiding van Fernand van Ackere de CLBM te verlaten, onder meer omwille van het streven naar centralisatie en het debacle van de CMB. In de daarop volgende periode trachtte Fernand van Ackere samen met Paul Crokaert te komen tot de oprichting van een nieuwe katholieke middenstandsfederatie, wat op verzet stuitte van de nieuwe CLBM-proost en directeur Alfons Jacobs en zou leiden tot een aanhoudend conflict. Onder het bestuur van Jacobs werd de CMB onder rechtstreeks bestuur van de CLMB geplaatst en werd in samenwerking met de Boerenbond de Algemene Verzekeringsmaatschappij van de Middenstand (AVM) opgericht.
Na de ondergang van de middenstandsbanken van Leuven en Boom kwam het tot een toenadering tussen beide groepen en werden er op 13 december 1932 gesprekken opgestart. Deze resulteerden op 28 maart 1933 in een voorlopig akkoord over de oprichting van het Christelijk Middenstandsverbond van België (CMVB) en de vorming van een leidend centraal comité. Het zou nog duren tot juli 1934 voor de centrale raad van het CMVB voor het eerst werd samengeroepen met Paul Crockaert als voorzitter, Alfons Jacobs als secretaris en Fernand van Acker als ondervoorzitter. Desondanks bleef de dualiteit bestaan en organiseerde de CLBM op 29 september 1935 een eigen congres. 
In 1941 werd Jacobs formeel ontslagen uit zijn functies door aartsbisschop Jozef Van Roey en hield de CLBM op te bestaan en werd haar werking volledig geïntegreerd in het CMVB.

## Structuur

### Bestuur
| Tijdspanne      | Voorzitter          |
| --------------- | ------------------- |
| 1919 - 1925     | Louis Crauwels      |
| 1925 - 1928     | Aloys Van de Vyvere |
| ...             |                     |
| ca. 1933 - 1941 | Alfons Van Coillie  |

| Tijdspanne  | Secretaris         |
| ----------- | ------------------ |
| 1919 - 1924 | Isidoor Lambrechts |
| 1924 - 1928 | Victor Corluy      |
| 1928 - 1941 | Alfons Jacobs      |

### Ledenblad
Van 1919 tot 1925 werd het ledenblad De Middenstand uitgegeven, van 1926 tot 1928 verdergezet als de Mechelsche Post en vervolgens van 1928 tot 1940 als Middenstandspost.

### Gelieerde organisaties
- De Algemene Verzekeringsmaatschappij van de Middenstand (AVM)
- Het Centraal Koopkantoor voor Koloniale Waren (CENKO)
- De Centrale Middenstandsbank (CMB)

## Bekende (ex-) leden
Prominente personen die van dichtbij betrokken waren op de organisatie of die er een functie in uitoefende:
- Paul Allossery
- Emile Blavier
- Jozef Clynmans
- Victor Corluy
- Louis Crauwels

- Maurice De Bock
- Jozef De Kepper
- Jozef Gobbers
- Louis Herbert
- Alfons Jacobs

- Isidoor Lambrechts
- Jozef Nolf
- Jan-Baptist Rombauts
- Jules Sieben
- Fernand van Ackere

- Alfons Van Coillie
- Aloys Van de Vyvere
- Petrus Van Kasteren
- Evariste Vuylsteke